# Gombau II d'Oluja
Gombau d’Oluja (fl. 1164-1197) va ser senyor de la baronia de Queralt, fill de Gombau d’Oluja i net d’Ecard Miró.

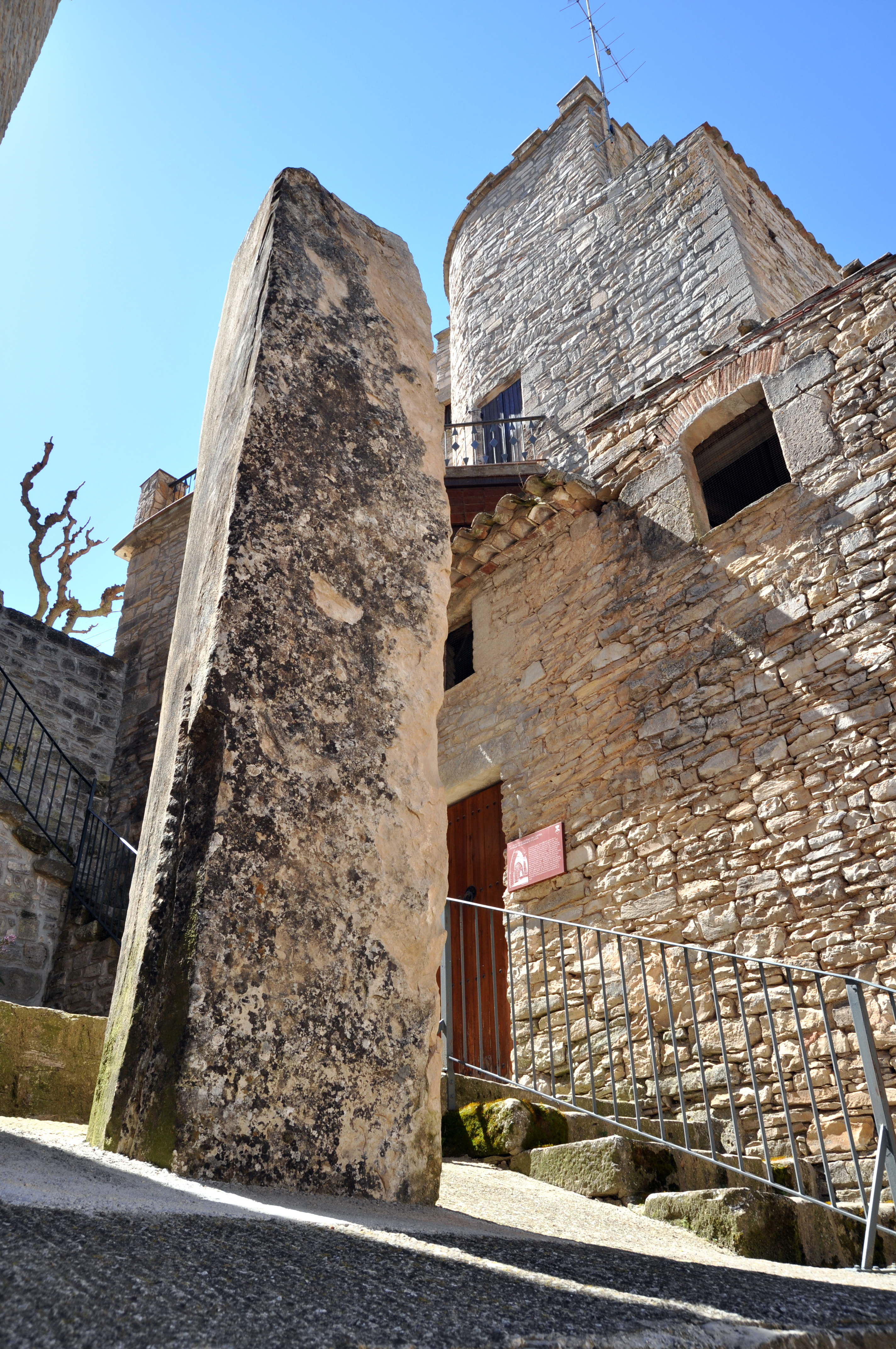
Monòlit en record del 800 aniversari de la mort de Gombau, a Vallfogona de Riucorb

Durant el darrer terç del segle xii, Gombau exerceix una gran influència territorial en la Baixa Segarra i la Conca de Barberà. El 1164 consta com a marmessor de Pere Puigvert, senyor de Barberà, en el testament dictat per aquest el 18 de desembre. Dos anys més tard, concretament el 3 de maig de 1166, torna a ser esmentat com a testimoni, en aquest cas de la donació feta per Ramon de Cervera i Ponça sobre els drets que els esposos tenien d’un molí a l'Espluga de Francolí.

## El testament de Pere de Queralt
Març de 1167 és un moment clau en el seu creixement patrimonial. Aquest mes s'executen les disposicions testamentàries de Pere de Queralt, per les quals Gombau obtenia el castell de Rauric, que hauria de tenir per l’orde hospitalari de Sant Joan de Jerusalem; el castell de Queralt; el castell de Santa Coloma, que tindria en el seu nom Pere de Banyeres; i el castell de Montclar, que hauria de tenir per Guerau Alemany de Cervelló.
Pel mateix testament, Gombau assolia els drets que Pere de Queralt posseïa com a feudatari de Ramon de Cervera: el castell de Conesa, que tindria per Gombau Ramon de Timor; el castell de l’Espluga de Francolí, que tindria per Guillem de Timor; i el castell de Montblanquet, que tindria per Guillem de Gombau.
Aquestes possessions s'afegien a les que ja tenia Gombau a Vallfogona, Savallà i Llorac.

## La relació amb l’orde templer
Gombau es casa amb Ermengarda el 1171. En els següents anys (1173, 1174, 1177, 1183) realitza múltiples vendes i donacions als Templers.
El gener de 1191, Gombau pren una decisió important: concedir les possessions que tenia a Vallfogona de Riucorb (castell, terme, molins, forns, cases, terres i jurisdicció), a l’orde templer. Amb aquest gest, possiblement busca la protecció dels religiosos enfront de la reclamació que el monarca Alfons li feia del lloc de les partides del sud-oest de Forès -actual terme de Solivella—, aprisiades segons el monarca de manera il·legal, en les quals havia construït una torre, un molí i havia començat a edificar una església. El 8 de juny de 1191, Alfons I i Gombau arriben a un acord, segons el qual aquest reconeix que ha ocupat les partides il·legalment, i en contrapartida, el monarca li concedeix la jurisdicció, posant com a condició que Solivella passés a formar part de la Corona després de la seva mort.

## Decadència econòmica
El testament de Pere de Queralt va comprometre Gombau a obligacions econòmiques considerables. L'economia del magnat va quedar fortament deteriorada a finals del segle XII. El 31 de desembre de 1196, Ermengarda i Gombau ingressen a l’orde; en el registre de la cerimònia es deixa constància com aquesta deixa dos mil sous a Gombau a canvi de l'empenyorament dels castells i viles d’Oluja, Llorac, Savallà i Santa Coloma de Queralt.
El 14 de gener de 1197, els Templers obtenen els castells i viles de Figuerola i Queralt, que tenien Guillem de Timor i Ermessend de Montlléo per Gombau. Aquesta és la darrera referència coneguda sobre el magnat, que el 1201 ja era difunt.

## Monòlit a Vallfogona
Gombau d’Oluja és el primer senyor documentat de Vallfogona de Riucorb. El 2001, en commemoració dels vuit-cents anys de la seva mort, es va inaugurar un monòlit al municipi per recordar la seva figura.